# Binkhof

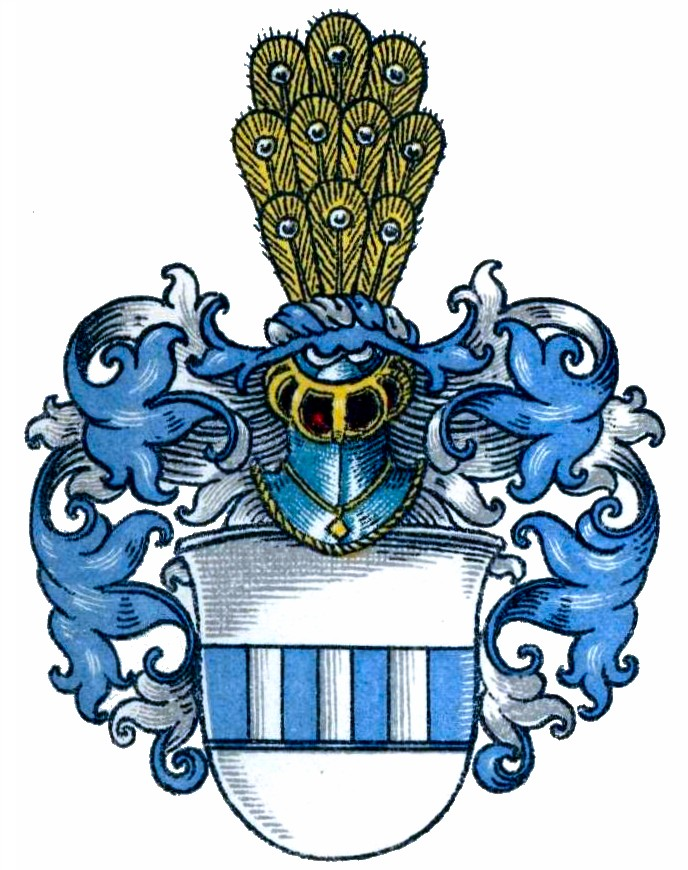
Wappen derer von Binkhof

Die Herren von Binkhof (auch: Binkhoff, älter: Binginchove, Biginckhof, Bynkhof o. ä.) waren ein westfälisches Adelsgeschlecht.

## Geschichte
Der namensgebende Stammsitz des Geschlechts war Haus Binkhof am östlichen Rand der heutigen Gemeinde Bönen im Kreis Unna. Als Familienmitglieder erscheinen:
- 1315, 1332: Johan de Binginchove famulus bzw. Johan v. Biginckhof
- 1355: Wessel und Godeken van den Biginchove kauften ein Gut in Westhemmerde[2]
- 1370, 1395: Godecke van dem Byginckhove, verheiratet mit Petronella, Söhne Lubbert und Goddert, verkauften 1395 eine Wiese an Goddert von der Reck
- 1401, 1419: Lubbert v. dem Biginhave, Mitglied der Rittervereinigung der Grafschaft Mark
- 1423: Godert v. dem Byginchove
- 1522, 1529, 1543: Jost v. Bynckhof zu Hause Binckhof, Mitglied der märkischen Ritterschaft des Amtes Hamm

1549 erging ein landesherrlicher Consens zur Verpfändung des Hauses Binkhof an Henrich Ackenschock, einen Neffen des vorgenannten Jost. 1563 erfolgte die dauerhafte Übergabe des Hauses an Henrich Ackenschock.
Das Geschlecht derer von Binkhof erlosch um 1570.

## Wappen
Blasonierung: In Silber ein blauer Balken mit drei silbernen Pfählen beladen. Auf dem blau-silber bewulsteten Helm ein goldener Pfauenschweif. Die Helmdecken sind blau-silber.
Ähnliche Wappen möglicherweise verwandter westfälischer Geschlechter (für die von der Recke vermutete eine solche Verwandtschaft schon Steinen 1757):

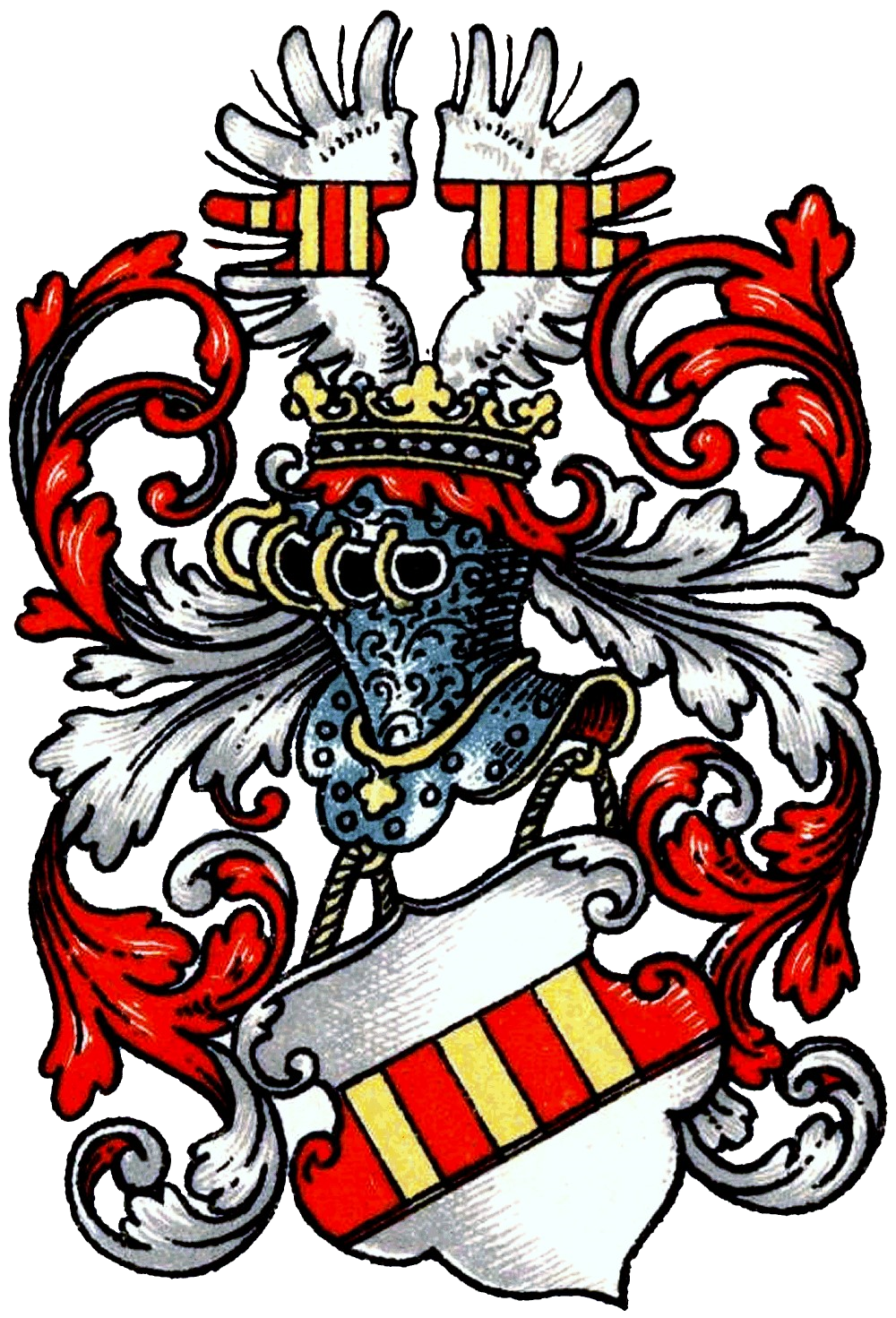
Wappen derer von Gemen
Wappen derer von der Recke